# Еміл Чупренські
Еміл Чупренські (болг. Емил Чупренски; 14 вересня 1960, Софія — 30 травня 2025) — болгарський боксер, дворазовий чемпіон Європи, призер чемпіонату світу і Європи серед аматорів.

## Спортивна кар'єра
Еміл Чупренські займався боксом зі шкільних років. 1978 року завоював бронзову медаль на молодіжному чемпіонаті Європи в легкій вазі.
На чемпіонаті Європи 1979 програв в першому бою.
На чемпіонаті Європи 1983 Чупренські став чемпіоном, здобувши чотири перемоги з рахунком 5-0, у тому числі у півфіналі над Віктором Дем'яненко (СРСР) і у фіналі над Карло Руссоліно (Італія).
Олімпійські ігри 1984 Чупренські пропустив через бойкот Олімпіади соціалістичними країнами.
На чемпіонаті Європи 1985 Чупренські став чемпіоном вдруге, здобувши чотири перемоги, у тому числі у фіналі над Торстеном Кох (НДР) — 4-1.
На чемпіонаті світу 1986 завоював бронзову медаль, здобувши перемоги над Їн Чул Юн (Південна Корея) і Торстеном Кох і програвши у півфіналі Енгельсу Педроса (Венесуела) — 2-3.
На чемпіонаті Європи 1987 Чупренські, здобувши три перемоги, втретє підряд вийшов до фіналу, але програв у вирішальному поєдинку Орзубеку Назарову (СРСР) — 0-5, задовольнившись срібною медаллю.
На Олімпійських іграх 1988 Чупренські переміг Едуардо де ла Пенью (Гуам) — RSC-2 і Марка Кеннеді (Ямайка) — 5-0, а у чвертьфіналі програв Ромаллісу Елліс (США) — 2-3.
1989 року Чупренські востаннє взяв участь у чемпіонаті Європи і, програвши у чвертьфіналі, завершив виступи на аматорському рингу.
Протягом 1992—1997 років Еміл Чупренські провів дев'ятнадцять боїв на професійному рингу. Закінчив кар'єру з рекордом 8-9-2, жодного разу не бравши участь в титульних боях.